# Foitita
La foitita és un mineral de la classe dels silicats, que pertany al grup de la turmalina. Rep el nom en honor de Franklin F. Foit, Jr. (n. 1942), mineralogista i especialista en el grup de la turmalina.

## Característiques
La foitita és un silicat de fórmula química (□,Na)(Fe2+₂Al)Al₆(Si₆O18)(BO₃)₃(OH)₃OH. Cristal·litza en el sistema trigonal. La seva duresa a l'escala de Mohs és 7. La seva correcta identificació només és possible mitjançant mètodes analítics adequats.
Segons la classificació de Nickel-Strunz, la foitita pertany a «09.CK - Ciclosilicats, amb enllaços senzills de 6 [Si₆O18]12-, amb anions complexos aïllats» juntament amb els següents minerals: fluorschorl, fluorbuergerita, cromodravita, dravita, elbaïta, feruvita, liddicoatita, olenita, povondraïta, schorl, magnesiofoitita, rossmanita, oxivanadiodravita, oxidravita, oxirossmanita, cromoaluminopovondraïta, fluordravita, fluoruvita, abenakiïta-(Ce), scawtita, steenstrupina-(Ce) i thorosteenstrupina.

## Formació i jaciments
Va ser descoberta a Califòrnia, als Estats Units d'Amèrica. Tot i tractar-se d'una espècie no gaire habitual ha estat descrita en tots els continents del planeta, fins i tot a l'Antàrtida. És relativament freqüent entre les turmalines de baixa temperatura (autigèniques).